# Minchia di re
Minchia di re è un romanzo scritto da Giacomo Pilati, pubblicato nel 2004 ed edito da Mursia. Nel 2009 ha ispirato il film Viola di mare, presentato al Festival Internazionale del Film di Roma ed il successivo spettacolo teatrale nel 2011 scritto e interpretato da Isabella Carloni chiamato anch'esso Viola di mare.
Il titolo del romanzo si rifà alla donzella di mare (o "viola di mare"), un pesce ermafrodito, che nasce femmina e crescendo diventa maschio. Quando passa alla fase maschile, in molte parti della Sicilia viene chiamato "pisci re" o appunto "minchia di re".
Il libro è stato pubblicato nel 2012 in Russia dall'editore Ripol Classic.

## Edizioni
- Giacomo Pilati, Minchia di re, Graffiti, Milano, Mursia, 2004, SBN LO10884771.
- Giacomo Pilati, Minchia di re, Romanzi, Milano, Mursia, 2009, SBN CFI0740726.
- Giacomo Pilati, Minchia di re, Romanzi, 2ª ed., Milano, Mursia, 2021, SBN MIL0980219.